# Công Thương (báo)
Báo Công Thương là đơn vị sự nghiệp công lập trực thuộc Bộ Công Thương, ra đời từ ngày 2/10/1945 với cơ quan tiền thân là tập san Việt Nam Kinh tế. Báo Công Thương là cơ quan ngôn luận của Bộ Công Thương, diễn đàn của giới Công Thương Việt Nam
Báo Công Thương có các ấn phẩm báo in tiếng Việt, tiếng Anh, báo điện tử, các chuyên trang điện tử Kinh tế Việt Nam, Media Công Thương, Cơ hội Giao thương, Thương hiệu quốc gia...; các kênh mạng xã hội Facebook, YouTube, TikTok...
Tính đến ngày 8 tháng 7 năm 2024, Báo Công Thương nằm ở vị trí thứ 24 trên bảng xếp hạng 50 website hàng đầu có lượng truy cập nhiều nhất tại Việt Nam do Similarweb công bố kết quả thống kê, xếp hạng hằng tháng.

## Lịch sử Báo Công Thương
- Ngày 2/10/1945, Bộ trưởng Bộ Quốc dân Kinh tế Nguyễn Mạnh Hà - thành viên Chính phủ lâm thời nước Việt Nam Dân chủ Cộng hòa đã ký Nghị định số 08-BKT/VP về tổ chức bộ máy và hoạt động của Bộ Quốc dân Kinh tế, trong đó Phòng Kinh tế tập san có nhiệm vụ xuất bản Việt Nam Kinh tế tập san, đó là cơ quan của Báo Công Thương ngày nay và ngày 2/10 hằng năm được Bộ Công Thương công nhận là ngày truyền thống của Báo Công Thương.[8]
- Tiền thân của Báo Công Thương là Tờ tin Mặt trận Kinh tế[9][10][11], một trong những tờ báo tiền thân đã xuất bản hai số đầu tiên vào tháng 10, tháng 12 năm 1948 giữa chiến khu Việt Bắc, đánh dấu mốc son và bề dày truyền thống vẻ vang của Báo Công Thương, một trong những tờ báo ra đời sớm nhất so với báo chí của các bộ ngành khác.
- Tháng 11/1951, trên cơ sở tờ tin Mặt trận Kinh tế, Tập san Công Thương được xuất bản và phát hành số đầu tiên tại chiến khu Việt Bắc.
- Tháng 9 năm 1955, Bộ Công Thương được tách ra làm hai Bộ Thương nghiệp và Bộ Công nghiệp. Theo đó, Tập san Công Thương cũng chuyển thành Báo Thương nghiệp.
- Giữa năm 1990, các Bộ Nội thương, Kinh tế đối ngoại, Vật tư hợp nhất thành Bộ Thương nghiệp (sau là Bộ Thương mại) và tháng 7/1990, ba tờ báo ngành cũng được hợp nhất và đổi tên là Báo Thương mại.
- Giữa năm 1996, Báo Công nghiệp Việt Nam - Cơ quan của Bộ Công nghiệp - cũng được thành lập cùng với Báo Thương mại là cơ quan ngôn luận của hai Bộ kinh tế mũi nhọn của đất nước.
- Ngày 31 tháng 7 năm 2007 hợp nhất Bộ Công nghiệp với Bộ Thương mại thành Bộ Công Thương, ngày 14 tháng 2 năm 2008, Bộ trưởng Bộ Công Thương đã ký Quyết định số 0959/QĐ-BCT hợp nhất Báo Thương mại và Báo Công nghiệp Việt Nam thành Báo Công Thương.
- Ngày 31 tháng 3 năm 2008, Báo Công Thương đã làm Lễ ra mắt giới thiệu ấn phẩm mới và phát hành chính thức vào ngày 1 tháng 4 năm 2008.
- Ngày 19/6/2024, Bộ trưởng Bộ Công Thương Nguyễn Hồng Diên đã có buổi làm việc tại Báo Công Thương nhân dịp kỷ niệm 99 năm Ngày Báo chí cách mạng Việt Nam và công bố Quyết định số 1599/QĐ-BCT[12][13][14] ngày 18/6/2024 về việc công nhận Ngày truyền thống của Báo Công Thương là ngày 2/10[15][16] hàng năm.

## Khen thưởng
- Huân chương Lao động hạng Ba - Báo Công Nghiệp Việt Nam (2002)
- Huân chương Lao động hạng Nhất - Báo Thương Mại (2005)
- Huân chương Lao động hạng Nhì - Báo Công Nghiệp Việt Nam (2008)
- Huân chương Độc lập hạng Ba – Báo Công Thương (2011)[17][18]

## Lãnh đạo qua các thời kỳ
- Tờ tin Mặt trận Kinh tế: Chủ nhiệm Nguyễn Văn Hào
- Tập san Công Thương: Chủ nhiệm Đoàn Trọng Truyến[19][20] ( Đổng lý Văn phòng Bộ Công Thương )
- Báo Thương nghiệp - Cơ quan của Bộ Nội thương

+ Nguyễn Minh Dương - Tổng biên tập (1965 - 1972)
+ Nguyễn Ngọc Châu - Tổng biên tập (1972 - 1990)
- Báo Thương Mại - Cơ quan của Bộ Thương mại

(Sáp nhập 3 Báo: Thương nghiệp, Kinh tế đối ngoại và Vật tư)
+ Nguyễn Tuất - Tổng biên tập (1990 - 1992)
+ Phạm Việt Tường - Tổng biên tập (1992 - 1996)
+ Trần Nam Vinh - Tổng biên tập (1996 - 1998)
+ Bùi Đức Khiêm - Tổng biên tập (1998 - 4/2008)
- Báo Công nghiệp Việt Nam  - Cơ quan của Bộ Công nghiệp

+ Phạm Việt Dũng - Tổng biên tập (1996-2005)
+ Tô Văn Tuấn - Tổng biên tập (2005 - 4/2008)
- Báo Công Thương - Cơ quan của Bộ Công Thương

(Sáp nhập 2 Báo: Công nghiệp Việt Nam và Thương mại).
+ Bùi Đức Khiêm, Tổng biên tập (4/2008 - 2012)
+ Nguyễn Hữu Quý, Tổng biên tập (2012 - 2019)
+ Trương Thu Hiền, Phó Tổng biên tập phụ trách - Tổng biên tập (2019 - 2023)
+ Nguyễn Văn Minh, Phó Tổng biên tập phụ trách (Tháng 3/2023 - Tháng 3/2024)
+ Nguyễn Văn Minh, Tổng biên tập (Tháng 3/2024 - Nay)